# Herbert Burns
Herbert Mitchell Pontes Burns (nascido em Niterói no dia 2 de fevereiro de 1988) é um lutador brasileiro de artes marciais mistas que competiu nas divisões de peso-pena do Ultimate Fighting Championship e do ONE Championship. Ele é o irmão mais novo do também lutador do UFC, Gilbert Burns.

## Biografia
Burns nasceu em Niterói, Brasil, em 1988. Ele tem dois irmãos mais velhos, Gilbert Burns e Frederick, ambos também faixas-pretas de jiu-jitsu. Na infância, praticou futebol e treinou caratê Shotokan sob a orientação de seu pai, conquistando um campeonato estadual nesse esporte. Com o declínio do interesse por essas modalidades, Herbert começou a treinar Jiu-jitsu brasileiro aos dez anos, junto com seus irmãos.

## Carreira nas artes marciais mistas

### Início da carreira
Burns estreou profissionalmente em 2012 no circuito regional, conquistando uma vitória por finalização no primeiro minuto. Após a estreia, foi rapidamente contratado pelo ONE Championship, onde acumulou um cartel de 5 vitórias e 2 derrotas antes de se transferir para os Estados Unidos, quando seu contrato com a organização expirou.
Burns assinou um contrato de quatro lutas com o Titan FC [en] em novembro de 2018. Ele realizou duas lutas na organização, vencendo ambas por finalização.

### Dana White's Contender Series
Após a breve passagem pelo Titan FC, Burns foi convidado para participar do Dana White's Contender Series 23 em 9 de agosto de 2019. Ele enfrentou Darrick Minner [en], vencendo a luta por finalização no primeiro round e garantindo um contrato com o UFC com sua performance.

### Ultimate Fighting Championship
Burns estreou no UFC contra o estreante Nate Landwehr [en] no UFC Fight Night: Blaydes vs. dos Santos em 25 de janeiro de 2020. Ele venceu a luta por nocaute no primeiro round, recebendo também o bônus de Performance da Noite.
Burns enfrentou Evan Dunham em 6 de junho de 2020, no UFC 250, em uma luta de peso casado de 68kg. Ele venceu a luta por finalização com mata-leão no primeiro round.
Burns enfrentou Daniel Pineda em 15 de agosto de 2020, no UFC 252. Ele perdeu a luta por nocaute técnico no segundo round.
Burns estava escalado para enfrentar Billy Quarantillo em 17 de julho de 2021, no UFC on ESPN 26. No entanto, Burns desistiu no início de junho por motivos não divulgados e foi substituído por Gabriel Benítez.
Como a primeira luta de seu novo contrato de quatro combates, Burns estava escalado para enfrentar Khusein Askhabov em 16 de julho de 2022, no UFC on ABC 3 [en]. No entanto, após a desistência de Askhabov devido a uma lesão, Burns foi escalado contra Bill Algeo [en]. Apesar de uma tentativa apertada de triângulo no primeiro round, Burns perdeu a luta por nocaute técnico no segundo round após não conseguir retornar aos pés.
Burns enfrentou Julio Arce [en] em 30 de março de 2024, no UFC on ESPN 54 [en]. Na pesagem, Arce registrou 66,8 kg, um quilo e um quarto acima do limite de peso-pena para lutas sem título. A luta prosseguiu como peso casado, e Arce foi multado em 20% de sua bolsa, que foi destinada a Burns. Burns perdeu a luta por nocaute técnico no segundo round.
Substituindo Gavin Tucker, que se lesionou, Burns enfrentou Jack Jenkins em 17 de agosto de 2024, no UFC 305. Após ser derrubado no terceiro round, Burns perdeu a luta por nocaute técnico ao não conseguir retornar aos pés.
Em 10 de outubro de 2024, foi relatado que Burns foi removido do elenco do UFC.

## Carreira de grappling profissional
Burns competiu contra Pat Sabatini [en] no Fury Pro Grappling 11 em 2 de novembro de 2024. Ele perdeu a luta por pontuação dourada na prorrogação.

## Vida pessoal
Burns tem uma filha nascida em 2009.

## Títulos e conquistas

### Artes marciais mistas
- Ultimate Fighting Championship
- Performance da Noite (Uma vez) vs. Nate Landwehr
  - Prêmios do Primeiro Semestre de 2020: Melhor Estreante do 1º Semestre[36]
  - Único lutador na história do UFC a perder várias lutas por desistência[37]

## Mixed martial arts record
| Cartel no MMA   |             |            |
| 17 lutas        | 11 vitórias | 6 derrotas |
| Por nocaute     | 1           | 4          |
| Por finalização | 8           | 0          |
| Por decisão     | 2           | 2          |

| Res.    | Cartel | Oponente                | Método                         | Evento                                  | Data                                                                              | Round | Tempo | Local                            | Notas |
| ------- | ------ | ----------------------- | ------------------------------ | --------------------------------------- | --------------------------------------------------------------------------------- | ----- | ----- | -------------------------------- | --- |
| Derrota | 11–6   | Jack Jenkins            | Nocaute ténico (aposentadoria) | UFC 305                                 | 18/08/2024                                                                        | 3     | 0:48  | Perth, Austrália                 | |
| Derrota | 11–5   | Julio Arce [en]         | Nocaute ténico (socos)         | UFC on ESPN: Blanchfield vs. Fiorot     | 30/03/2024                                                                        | 2     | 2:00  | Atlantic City, Nova Jersey, EUA  | Luta em peso casado (66,8 kg); Arce não bateu o peso. Burns perdeu um ponto no primeiro round devido a repetidos golpes ilegais na região genital. |
| Derrota | 11–4   | Bill Algeo [en]         | Nocaute ténico (aposentadoria) | UFC on ABC: Ortega vs. Rodríguez        | 16/07/2022                                                                        | 2     | 1:50  | Elmont, Nova York                | |
| Derrota | 11–3   | Daniel Pineda           | Nocaute ténico (cotoveladas)   | UFC 252                                 | 15/08/2020                                                                        | 2     | 4:37  | Las Vegas, Nevada                | Luta em peso casado (67,8 kg); Burns não bateu o peso.                                                                                             |
| Vitória | 11–2   | Evan Dunham             | Finalização (mata-leão)        | UFC 250                                 | 2020 de O primeiro parâmetro é necessário, mas foi fornecido incorretamente! de 6 | 1     | 1:20  | Las Vegas, Nevada, United States | Peso casado (68 kg) aproximadamente. |
| Vitória | 10–2   | Nate Landwehr [en]      | Nocaute (joelho)               | UFC Fight Night: Blaydes vs. dos Santos | 25/01/2020                                                                        | 1     | 2:43  | Raleigh, Carolina do Norte EUA   | Performance da noite |
| Vitória | 9–2    | Darrick Minner [en]     | Finalização (triângulo de mão) | Dana White's Contender Series 23        | 06/08/2019                                                                        | 1     | 2:29  | Las Vegas, Nevada, EUA           | |
| Vitória | 8–2    | Luis Gomez              | Finalização (mata-leão)        | Titan FC 54                             | 26/04/2019                                                                        | 1     | 2:24  | Fort Lauderdale, Flórida, EUA    | |
| Vitória | 7–2    | Aibek Nurseit           | Finalização (triângulo de mão) | Titan FC 51                             | 21/12/2018                                                                        | 2     | 2:35  | Almaty, Cazaquistão              | |
| Derrota | 6–2    | Magomed Idrisov         | Decisão (unânime)              | ONE: Kings & Conquerors                 | 15/08/2017                                                                        | 3     | 5:00  | Macau, SAR, China                | |
| Derrota | 6–1    | Movlid Khaybulaev [en]  | Decisão (unânime)              | ONE: Throne of Tigers                   | 10/02/2017                                                                        | 3     | 5:00  | Kuala Lumpur, Malásia            | |
| Vitória | 6–0    | Timofey Nastyukhin [en] | Finalização (mata-leão)        | ONE: Odyssey of Champions               | 27/09/2015                                                                        | 1     | 3:26  | Jakarta, Indonésia               | |
| Vitória | 5–0    | Honorio Banario         | Finalização (mata-leão)        | ONE FC: Warrior's Way                   | 05/12/2014                                                                        | 1     | 3:59  | Manila, Filipinas                | |
| Vitória | 4–0    | Hiroshige Tanaka        | Decisão (unânime)              | ONE FC: Reign of Champions              | 29/08/2014                                                                        | 3     | 5:00  | Dubai, EAU                       | |
| Vitória | 3–0    | Harris Sarmiento        | Decisão (unânime)              | ONE FC: War of Nations                  | 14/03/2014                                                                        | 3     | 5:00  | Kuala Lumpur, Malásia            | |
| Vitória | 2–0    | Edward Kelly            | Finalização (mata-leão)        | ONE FC: Moment of Truth                 | 06/12/2013                                                                        | 1     | 0:44  | Pasay, Filipinas                 | |
| Vitória | 1–0    | Saulo Eduardo da Silva  | Finalização (triângulo de mão) | Only Fighting Championship              | 25/02/2012                                                                        | 1     | 0:25  | Rio de Janeiro, Brasil           | Estreia no peso-pena. |